# ليجند (ألبوم)
ليجند (La Leyenda) هو أحد أهم ألبومات نجمة التيخانو سيلينا. ووصل الألبوم للمرتبة #11 على قوائم أفضل الألبومات اللاتينية. ويضم الألبوم رسائل شخصية من مشجعي سيلينا في جميع أنحاء العالم وعائلتها.